# Toni Varela
Toni Santos Varela Monteiro (ur. 13 czerwca 1986 w Santa Catarinie) – kabowerdeński piłkarz występujący na pozycji pomocnika.

## Kariera klubowa
Varela urodził się w Republice Zielonego Przylądka, ale jako dziecko emigrował do Holandii. W 2005 roku w amatorskim zespole RFC Roermond rozpoczynał karierę piłkarską. W 2006 roku przeszedł do pierwszoligowej Sparty Rotterdam. Przez rok nie rozegrał tam jednak żadnego spotkania.
W 2007 roku Varela odszedł do RKC Waalwijk z Eerste Divisie. W tych rozgrywkach zadebiutował 24 sierpnia 2007 w zremisowanym 2:2 pojedynku z ADO Den Haag. W 2009 roku awansował z zespołem do Eredivisie. W tej lidze pierwszy mecz zaliczył 1 sierpnia 2009 roku przeciwko Utrechtowi (0:1). W 2010 roku spadł z klubem do Eerste Divisie. Zawodnikiem Waalwijk był do 2011 roku.
Potem występował w Sparcie Rotterdam, Dordrechcie, Lewadiakosie, Excelsiorze, Al-Dżahrze oraz w Hornie.

## Kariera reprezentacyjna
W reprezentacji Republiki Zielonego Przylądka Varela zadebiutował 24 maja 2010 w zremisowanym 0:0 meczu z Portugalią.